# Couvrot
Couvrot ist eine französische Gemeinde im Département Marne in der Region Grand Est. Sie hat eine Fläche von 8,05 km² und 796 Einwohner (2022).

## Geografie
Die Gemeinde Couvrot liegt an der Marne, etwa drei Kilometer nördlich von Vitry-le-François. Umgeben wird Couvrot von den Nachbargemeinden Soulanges im Norden, Saint-Lumier-en-Champagne im Nordosten, Saint-Quentin-les-Marais im Osten, Vitry-en-Perthois im Südosten, Vitry-le-François im Süden sowie Loisy-sur-Marne im Westen. Folgende Weiler gehören zur Gemeinde: Entre les Deux Voies, Gravelines und Ermite et Villers.

## Bevölkerungsentwicklung
| Jahr                       | 1962 | 1968 | 1975 | 1982 | 1990 | 1999 | 2008 | 2018 |
| -------------------------- | ---- | ---- | ---- | ---- | ---- | ---- | ---- | ---- |
| Einwohner                  | 774  | 834  | 829  | 955  | 1058 | 856  | 874  | 829  |
| Quellen: Cassini und INSEE |      |      |      |      |      |      |      |      |

## Sehenswürdigkeiten
- Kirche Saint-Martin

## Wirtschaft
Der größte Arbeitgeber der Gemeinde ist eine Zementfabrik von Italcementi.

## Weblinks

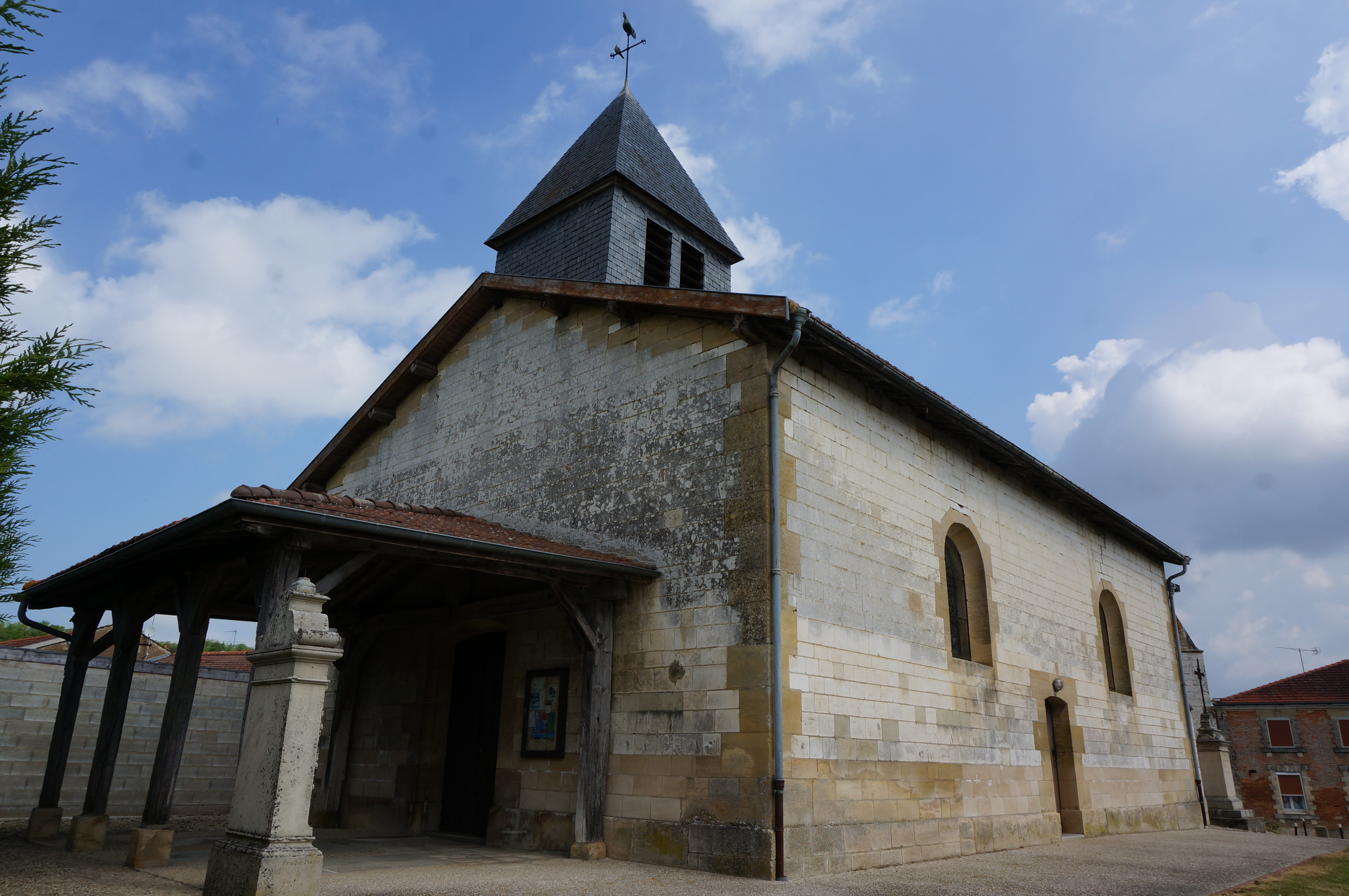
Kirche Saint-Martin